# Повстання ОУН 1939 року
Повстання ОУН у 1939 році — повстання прихильників та боєвиків Організації Українських Націоналістів під час польської кампанії у вересні 1939 року. Мета повстання — захоплення влади в Західній Україні та проголошення відновлення української держави.

## Історична довідка

### Діяльність УВО
У першій половині 1920-х рр. Українській Військовій Організації (УВО) вдалося створити кілька партизанських загонів, але вони були розбиті польськими силовиками. Концепція створення партизанських загонів була відновлена в 1934 році, після остаточного об'єднання УВО зі структурами Організації Українських Націоналістів. Це був проект зелених кадрів, який передбачав у разі арешту активістів ОУН ховатися в лісах і створювати партизанські загони. На засіданні Крайового Проводу ОУН у лютому 1934 р. (в якому брали участь Степан Бандера, Іван Малюка, Ярослав Стецько, Ярослав Спольський, Олександр Пашкевич, Ярослав Макаруська) було вирішено, що такі відділи діятимуть на Волині, а один із них Завдання полягали б у порятунку членів ОУН з в'язниць. Проте рішення про створення підрозділів не повідомлялося до призначення командирів цих груп.
Увесь час свого існування УВО фінансувався, підтримувався та контролювався німецькою розвідкою, а керівництво УВО підтримувало постійний контакт з німецькими офіцерами. Керував розвідкою організації Роман Сушко. Для контролю над УВО німці делегували до нього як політичного менеджера Ріко Ярого (австрійського, а потім німецького розвідника), який під приводом проведення наукових досліджень шпигував на користь Абверу та збирав дані про ситуацію в Польщі та її потенціал озброєння.
З 1922 року УВО в обмін на матеріальну підтримку та наївні політичні обіцянки надавав німцям розвідувальні матеріали.
У 1922 р. УВО, за українсько-німецькою угодою, проходили вишкіл у рейшвері. Через рік у Мюнхені було створено спеціальний навчальний центр для українців, а у 1924 році — ще один навчальний центр для диверсантів, терористів і шпигунів. Кандидатів, які мали пройти такі вишколи, відбирало Об'єднання українських старшин у Німеччині (засноване 1921 р.). Крім того, українські командири почали готуватися у Вільному місті Данциг у 1928 році, а Абвер також організував навчання в Чехословаччині. Додаткові курси (для людей, які мали вести розвідку та диверсію в СРСР) були організовані в Кенігсберзі, їх організувала німецька Абвергруппа при штабі 1-ї дивізії в цьому місті.
6 липня 1926 р. під час одного із засідань УВО в Берліні (від того року головний осередок УВО був у цьому місті) зібраним було повідомлено, що німці чекають від українських союзників шпигунських даних про Військо Польське та політичне та економічне становище ІІ РП. Інформаторами були українці, наприклад військова служба в польському війську, залізничники, поштові службовці, чиновники чи лісники. Про розмах української шпигунської діяльності свідчить той факт, що лише у 1928 р. у польських тюрмах відбували покарання сто агентів, пов'язаних з УВО.

### Діяльність ОУН
У 1929 р. в результаті злиття радикальних націоналістичних груп (зокрема УВО) було створено Організацію Українських Націоналістів. У липні 1930 р. УВО та ОУН приєдналися до т. зв другого виступу — терористичної та диверсійної акції, спрямованої проти польської окупації. Це зустріло реакцію польського уряду, який приступив до пацифікації Галичини. Хвиля арештів діячів ОУН влітку 1934 р. паралізувала організацію. Спроба створити філії була зроблена лише в липні 1937 року. Василь Сидор створив 2 таких загони (Вовки, 32 бійці, командир Василь Макар Сіроманець та другий підрозділ з такою ж назвою), але вони незабаром розпалися через арешти.
Після Мюнхенської угоди Третій Райх у рамках ескалації тиску на Польщу (а водночас і на СРСР) відновив контакти з ОУН, які були припинені з 1934 року. У їх складі Абвер підтримував організацію українських воєнізованих формувань (Карпатської Січі) на території Карпатської України, з осені 1938 року автономної третьої частини Чехо-Словаччини. У результаті висновків проводу ОУН на чолі з Андрієм Мельником у 1939 р. при Абвері було сформовано Український легіон. Абвер на чолі з Вільгельмом Канарісом намагався спровокувати антипольське повстання на Волині та Галичні. Канаріс мав переконати Гітлера використати «українську карту» у майбутній війні з Польщею. Керівництво ОУН також було обмануте, що воно зможе здійснити «Національну революцію» у Польській республіці та створити «Західну Україну».
З вересня 1938 р. по березень 1939 р. відбулося 397 демонстрацій, 47 диверсій і 34 терористичні акти, організовані націоналістами. З 16 березня по 12 квітня 1939 р. відбулося 59 демонстрацій, 5 диверсій і 21 терор. Активізація діяльності ОУН була значною мірою результатом натхнення Абверу, який на початку війни хотів перевірити реальну міцність фінансованої ним організації, яка вважала себе союзником Німеччини. Державна поліція проводила превентивні арешти членів і прихильників ОУН.
У лютому 1939 року Лев Ребет, побоюючись арешту, передав керівництво національною організацією Мирославу Турашу. 21-23 березня 1939 р. відбулися масові арешти, якими планувалося ліквідувати Крайовий провід ОУН. Серед інших затримали Ребета та ще понад 80 активістів незалежницьких організацій. в провінції на Волині (на 17.08.1939 р.) заарештовано 754 особи (ув'язнено 624), у Львові (на 1.07.1939 р.) затримано 1621 особу, підозрюваних в приналежності до ОУН.
Оскільки в червні Тураш, повертаючись з-за кордону, загинув при перетині польсько-чехословацького кордону, крайовим Головою ОУН став Володимир Тимчій. Він розгорнув інтенсивну підготовку до повстання. На той час ОУН нараховувала близько 8-9 тисяч членів, і СУМ, мабуть, було такою ж чисельною. Можна було розраховувати й на кількаразово більшу групу симпатиків ОУН. Влітку 1939 р. щонайменше в 9 районах ОУН з існуючих 18 були створені лісові вишкільні табори, де проводилися заняття зі стрільби та тактики. Для вступу в бій після початку війни і поставлених завдань також були сформовані спеціальні групи. Наприкінці серпня в лісах почали з'являтися групи української молоді, захищаючись від мобілізації до Війська Польського (тривога від 24 серпня, генеральна від 31 серпня).
Зброю для запланованого нацистами антипольського повстання мали транспортувати сухопутним шляхом через Словаччину або повітряним шляхом зі Східної Пруссії. Повстанці мали захопити лінію Стрий-Новий Сонч і Подільську залізницю, щоб забезпечити легке постачання. Саме для посилення повстання в Німеччині було сформовано Український легіон. Передбачалося, що легіон буде підсилений місцевими загонами ОУН та дезертирами з Війська Польського. На місці, в країні, також була організована диверсійна мережа, яка налічувала близько 4 тис. осіб.
Німці підрахували, що для початку повстання потрібно 1300 офіцерів і 12 000 солдатів. Цей проект обговорили Роман Сушка та полковник Ервін фон Лагузен з 13 червня по 3 липня 1939 року. Проте укладення пакту Молотова — Ріббентропа 23 серпня 1939 р. при відомій ворожості радянської влади до українського незалежницького руху змусило німців відмовитися від використання українських військ і проекту початку повстання.

## Реалізація плану та настрої українців
Німецькі аналітики побоювалися, що провокування українського повстання у східній Малопольщі може спровокувати втручання Радянського Союзу та переростання конфлікту у європейську війну. Адольф Гітлер також боявся, що прихід німецької армії на українські землі вимагатиме певного ставлення Німеччини до українського питання та конфлікту з СРСР. Від цієї проблеми його звільнило укладення пакту Молотова — Ріббентропа. У свою чергу Рудольф Візнер пропонував Гітлеру використати галицьких українців подібно до судетських німців у Чехословаччині, але Гітлер боявся польських репресій проти німецької меншини в Польщі. Була також пропозиція абверу використовувати замість українського населення озброєні диверсійні групи, що складалися з членів ОУН (K-Organisation Ost-Galizien).
23 серпня 1939 Німеччина підписала договір з СРСР; того ж дня Німеччина вирішила не використовувати українські війська у запланованій війні.
24 серпня 1939 року члени Вищого комітету УНДО одноголосно прийняли декларацію про виконання громадянського обов'язку перед польською державою. На підставі цієї заяви 2 вересня підмаршалок Василь Мудрий заявив у сеймі про лояльність українського населення до Польщі. Проте в ніч з 1 на 2 вересня за наказом Міністерства внутрішніх справ українських активістів і політиків було заарештовано і відправлено до табору в Березі Картузькій. Деякі з арештованих, однак, були звільнені з 5 вересня старостами на підставі своїх повноважень.
Окрім НК УНДО, заяви про підтримку польської державної влади склали: уряд УНР в екзилі, митрополит Анджей Шептицький як представник УГКЦ, Степан Скрипник як представник українців. Волині.
Під час Вересневої кампанії у Війську Польському служило від 106 314 до 111 910 українських вояків. З них щонайменше 7800 загинули і близько 15 000 були поранені. Близько 60 тис. солдатів потрапили в німецький полон і близько 20 тис. — у радянський.

## Антипольське повстання
Перед самим початком Другої світової війни німці призупинили організацію антипольського повстання ОУН через пакт Молотова — Ріббентропа. СРСР не бажав жодних дій українців на території, що входила до його «зони інтересів», а Третій Райх не хотів дратувати відносини з новим союзником. Крім того, в ніч з 1 на 2 вересня 1939 р. польська поліція в рамках арештів, запланованих на випадок початку війни, затримала кілька тисяч українців, підозрюваних у зв'язках з націоналістичними організаціями.
Зважаючи на небажання СРСР із обіцяною обіцянкою агресії проти Польщі, 12 вересня керівництво Третього Рейху розглядало план антипольського повстання силами ОУН, який, за планом Адольфа Гітлера, мав: призвели до кривавої польської протидії і зрештою до вбивства українськими руками польської поміщицької шляхти в польсько-українській громадянській війні. 15 вересня Вільгельм Канаріс дав Андрію Мельнику умовний дозвіл на початок антипольського повстання. 17 вересня, коли СРСР напав на Польщу, німецька згода втратила чинність.
За словами Ришарда Торжецького, посилаючись на незадокументовані твердження історика Петра Мірчука, пов'язаного з ОУН, у вересні 1939 р. т. зв. Крайовий Провід (Крайовий Провод) ОУН під проводом Лева Ребета відмовився виконати наказ Закордонної Проводи ОУН (під керівництвом А. Мельника) про початок антипольського повстання як диверсію на користь Німеччини. Лев Ребет вважав, що в умовах пакту Молотова — Ріббентропа це буде дія лише в інтересах СРСР, якого він вважав головним ворогом України. Ґжеґож Мотика та Кшиштоф Лада сумніваються у можливості відмови ОУН розпочати антипольське повстання; на їхню думку, повстання було перервано самими німцями через вступ Червоної армії в кордони ІІ Речі Посполитої.
Проте з 12 вересня відбувалися неузгоджені, здебільшого легко придушені армією та поліцією, диверсійні акції озброєних боївок ОУН у південно-східних воєводствах Польщі (перша у ніч з 12 на 13 вересня у Стрию). Вони загострилися в хаосі після вступу Червоної армії.
6 вересня 1939 р. 1-й батальйон Львівської бригади НПО був перекинутий до Миколаєва, звідки його сповістили про українські заворушення. Місто прикрасили українськими прапорами, які мешканці зняли після приходу армії. Заворушень не було, тому того ж дня батальйон повернувся до Львова. 10 вересня в Миколаєві та 10 прилеглих селах польську поліцію було роззброєно та розпочато мобілізацію українців.
Після 10 вересня 1939 р., коли становище Війська Польського стало несприятливим, ставлення ОУН змінилося, були численні українські дезертирства та диверсії, але цей рух не набув масових форм. На це також вплинула евакуація польської адміністрації та державної поліції. В таких умовах українське населення почало організовувати власні охоронні сили.
Перші сутички між українським населенням і польською армією відбулися під Явірником-Руським і Рясним-Руським (ґміна Бржуховіце).
Більші акції проти польської влади відбулися в ніч з 12 на 13 вересня. Ця дата була пов'язана з прибуттям німецьких військ через Самбор у глиб Галичини. Того дня почалася облога Львова вермахтом, що було сприйнято місцевими боївками ОУН як сигнал до початку боротьби.
Повстання та диверсійні дії були придушені силами Війська Польського, особливо після захоплення Стрия спецгрупами ОУН у ніч з 12 на 13 вересня, маючи характер локального повстання.
У наступні дні подібні акції ОУН відбулися в етнічно змішаних районах, диверсії відбулися, серед ін. у Підгорцях, Бориславі, Трускавці, Мрожниці, Жукотині, Уричі, Щерці, в околицях Миколаїва (місто та поліцейська станція були захоплені) та Жидачіва, де було захоплено 2 мости (автомобільний міст у Дем'янці та залізничний міст у Розвадові). Багато разів метою ОУН було захоплення влади в окремих містах до вступу радянських і німецьких військ. Було також роззброєння польських вояків і навіть спорадичні сутички з відступаючими частинами Війська Польського та поліції.
Проти диверсійної діяльності поляки направили значні сили поліції та армії. Таким чином після запеклих боїв, але з великими втратами, було придушено українські заворушення в Миколаєві та Жидачові (наприклад, у бою за село Надятичі поліція втратила 12 убитих і 31 важко пораненим). Оунівців, захоплених озброєними, зазвичай розстрілювали на місці, в т.ч у селі Дуліби таким чином було розстріляно 6 українців, у Стрию — 40. Села, звідки стріляли по патрулях Війська Польського, зазвичай спалювали. Це викликало скорочення боївки ОУН. Було також, що брали заручників з числа українського населення, якому загрожувала смерть у разі обстрілу польських військ.
Чергова активізація диверсій відбулася після 17 вересня 1939 року, головним чином на Волині та Південному Поліссі, а також у Тарнопольському та Станіславівському воєводствах. У районах Бережан і Підгайків відбулося навіть «невелике повстання».
ОУН вбивала переважно польських осадників, роззброєних вояків і простих місцевих селян. У акціях також брала участь частина місцевого населення, а також комуністичні боївки та соціальні маргінали, наприклад в селах Конюхи та Потутори загалом було вбито близько 100 поляків, а в Колоні Якубовіце було спалено 57 дворів і вбито близько 20 поляків. Ще 85 людей загинули в селі Славентин Підгаєцького району. Особлива активізація українських дій проти поляків відбулася в Бережанському та Підгайцькому повітах.

## Наслідки
Загалом у акціях проти польського мирного населення у вересні та жовтні 1939 року було вбито близько 2000 поляків у Галичині та близько 1000 на Волині.
Оунівці, а також петлюрівці брали участь у багатьох диверсійних акціях. Деякі виступи проти мирного населення були результатом дій звичайних злочинців і мали розбійницький характер.
З 29 серпня по 23 вересня 1939 р. у диверсійних акціях спецпідрозділів ОУН брали участь 7729 осіб, переважно військових груп ОУН. Ці акції охопили 183 польські міста. Оунівці захопили один танк, кілька літаків і гармат, 23 важких і 80 легких кулеметів, 3757 гвинтівок, 3445 гармат, 25 автомашин. У полон потрапило 3610 поляків, убито 769, поранено 37. Головним чином внаслідок дій Війська Польського та поліції українці втратили 160 вбитих і 53 поранених. Спалено не менше 4 польських сіл і зруйновано 1 міст. Результатом польської контракції було спалення 5 українських сіл.

## Виноски
1. ↑  Зокрема, Євген Коновалець підтримував контакти з наступними керівниками Абверу: полковником Фрідріхом Гемппом (1921-1925), майором Гюнтером Швантенсеном (1925-1929), полковником Фердинандом фон Бредоу (1929-1932), командувачем Конрадом Пацігом (1932-1934), а з січня 1935 року з адміралом Вільгельмом Канарісом. K. Grünberg, B. Sprengel, Trudne sąsiedztwo, Warszawa 2005, s. 355.
2. 1 2  Ryszard Torzecki, Kwestia ukraińska w polityce III Rzeszy (1933—1945), Warszawa 1972, s. 36-27, 40-42, 63.
3. 1 2  Karol Grünberg, Bolesław Sprengel, Trudne sąsiedztwo, Warszawa 2005, s. 355, 358—359, 372, 422—423.
4. ↑  Zięciem Jewhena Konowalca, od jego śmierci w zamachu w maju 1938 roku pełniącym obowiązki głównego prowidnyka OUN.
5. 1 2  Władysław Filar, Wydarzenia wołyńskie 1939—1944, Wydawnictwo Adam Marszałek, Toruń 2008.
6. 1 2  Społeczeństwo ukraińskie a państwo polskie w przededniu i w czasie wojny niemiecko-polskiej (пол.). Архів оригіналу за 4 листопада 2016. Процитовано 31 березня 2023.
7. ↑  Waldemar Rezmer, Stanowisko i udział Ukraińców w niemiecko-polskiej kampanii 1939 roku, w: Polska-Ukraina. Trudne pytania, t. 4, s. 24.
8. ↑  Większość po kilku dniach zwolniono — zob. Grzegorz Motyka, Od rzezi wołyńskiej do akcji «Wisła», Kraków 2011, ISBN 978-83-08-04576-3, s. 42.
9. ↑  Informacje Torzeckiego, jakoby OUN odmówiła wszczęcia rebelii, opierają się wyłącznie na powojennych i nieudokumentowanych zaprzeczeniach nacjonalistów z OUN. — Krzysztof Łada, Teoria i ludobójcza praktyka ukraińskiego integralnego nacjonalizmu wobec Polaków, Żydów i Rosjan w pierwszej połowie XX wieku., [w:] Wołyń i Małopolska Wschodnia 1943—1944, Red. Czesław Partacz, Bogusław Polak, Waldemar Handke, Koszalin-Leszno 2004, ISBN 83-921389-0-2, s. 63-67.
10. ↑  «KE OUN odmówiła Prowidowi zgody na wywołanie powstania. Stanowisko to było bezspornie skutkiem niemieckiej polityki zagranicznej. Narodowcy ukraińscy obawiali się, że ostatni układ (23 VIII 1939 r.) brał pod uwagę możliwość włączenia Ukrainy Zachodniej do ZSRR»: Ryszard Torzecki, Polacy i Ukraińcy. Sprawa ukraińska w czasie II wojny światowej na terenie II Rzeczypospolitej, Warszawa 1993 Wyd. PWN, ISBN 83-01-11126-7, s. 24, 30-37.
11. ↑  Ryszard Torzecki, Kwestia ukraińska w polityce…, s. 178—186, 187—189.
12. ↑  Grzegorz Motyka, Ukraińska partyzantka 1942—1960, s. 68-69.
13. ↑  Krzysztof Łada, Teoria i ludobójcza praktyka ukraińskiego integralnego nacjonalizmu…, op. cit., s. 63-67.
14. ↑  Wobec braku zgody Krajowej Egzekutywy OUN, decyzje akcji podejmowały struktury lokalne.
15. ↑  Grzegorz Motyka, Ukraińska partyzantka…, s. 69-73.
16. ↑  G. Mazur, J. Skwara, J. Węgierski, Kronika 2350 dni wojny i okupacji Lwowa, s. 39.
17. ↑  Kronika…, s. 41.
18. ↑  Grzegorz Motyka, Od rzezi wołyńskiej do akcji «Wisła», s. 45.
19. ↑  Motyka, Grzegorz (2006). Recenzje i polemiki: W. Szpicer, W. Moroz – Krajowyj Prowindyk Wołodymyr Tymczij – „Łopatynśkij”, Wydawnictwo Afisza, Lwów, 2004. Pamięć i Sprawiedliwość. Biuletyn Instytutu Pamięci Narodowej nr 2/10/2006. Warszawa: IPN. с. 357-361. ISSN 1427-7476.
20. ↑  Grzegorz Motyka, Ukraińska partyzantka 1942—1960, s. 71.
21. ↑  Tak określa te wystąpienia Andrij Rukkas w książce Zbrojni zahony Orhanizaciji Ukrainśkich Nacjonalistiw na Bereżanszczyni (wereseń 1939), Lwiw 2004).